# Любовное письмо (фильм, 1998)
«Любовное письмо» — телевизионный фильм 1998 года режиссёра Дэна Кёртиса. В главных ролях снялись Кэмпбелл Скотт и Дженнифер Джейсон Ли. Фильм основан на одноимённом рассказе Джека Финнейя, опубликованном в The Saturday Evening Post 1 августа 1959 года, и переизданном в том же журнале в январе/феврале 1988 года.

## Сюжет
Элизабет живёт недалеко от Бостона в 1863 году и пишет письмо, адресованное «Дорогой» (без конкретного адреса), в котором выражает свое желание и надежду однажды найти кого-то, кого можно будет любить всем сердцем и разумом. Она кладет письмо в секретный отсек своего стола. В 1998 году Скотт Корриган покупает стол в магазине подержанной мебели. Владелец магазина сообщает Скотту, что стол принадлежал генералу Союза (мы можем предположить, что это Калеб Денби). Изучая стол, Скотт находит секретный отсек и письмо Элизабет. Он показывает его своей матери, но не своей невесте. Его мать считает, что Скотт действительно сможет общаться с Элизабет сквозь время. Она побуждает его ответить на письмо и дает ему почтовую марку того периода, в котором жила Элизабет, и говорит, что он должен отправить её в единственное ныне существующее почтовое отделение, которое было в 1863 году. Он пишет письмо, говоря Элизабет, что она должна быть терпелива, и что однажды она встретит свою настоящую любовь. В 1863 году местный почтальон доставил письмо Скотта Элизабет, которая очень встревожилась, прочтя его. Она немедленно идет к своему столу и, обнаружив, что её письмо пропало из секретного отсека, потрясена. Затем она пишет Скотту, требуя сказать кто он и как он забрал её письмо из тайника. В 1998 году Скотт слышит звук из стола, похожий на то, что в него внезапно уронили письмо и находит второе письмо Элизабет. Скотт отвечает на него, и вскоре Скотт и Элизабет начинают общаться друг с другом через время. Вскоре Скотт приходит в дом, где Элизабет жила 135 лет назад, и обнаруживает, что теперь он принадлежит Клариссе, внучке сестры Элизабет, Флосси. Он узнает немного больше об Элизабет из этого визита, и даже чувствует её присутствие в доме. Письма Скотта и Элизабет постепенно становятся более личными, нежными и, в конечном итоге, любовными, поскольку каждый начинает влюбляться в другого. Однако они понимают, что их любовь безнадежна, учитывая, что их разделяют 135 лет. Между тем, во времени Элизабет её отец пытается подтолкнуть её к браку с добрым, но скучным человеком из высшего общества, к которому у Элизабет нет чувств. Вместо этого Элизабет встречает полковника армии Союза, командира 19-го Массачусетского полка, Калеба Денби и влюбляется в него, не теряя при этом своих чувств к Скотту. По фильму видно, что Калеб это точная копия Скотта, чего Элизабет на тот момент не знала. Она пишет Скотту о своей новой любви; тот, в свою очередь, исследует имя Денби в Интернете и обнаруживает, что он был убит в битве при Геттисберге. Скотт пишет Лиззи, (как он теперь зовёт её), и предупреждает её сказать ему, что он не должен участвовать в этой битве. Скотти (как она стала называть его) отправляется на почту и видит, что здание горит. Он едва успевает отправить письмо. Элизабет получает последнее письмо Скотти, и он благополучно выходит из горящего почтового отделения. Но с разрушением этого здания их способность общаться сквозь время безвозвратно теряется. Элизабет спешит в Геттисберг, но опаздывает. Калеб был смертельно ранен, и он говорит ей, что хочет жениться на ней, но затем умирает у неё на руках. Когда она возвращается домой в горе, ей вручают более раннее письмо Скотти, которое было потеряно и которое она никогда не видела до сих пор. Это его цветное фото. Она видит это и говорит: «Конечно», и понимает, что Скотти и Калеб это один и тот же человек, и оба потеряны для неё. В 1998 году Скотт признается своей невесте во всем, что касается Элизабет, и что он влюбился в неё. Она читает письма Элизабет Скотту, и в одном из них находит фотографию не только Элизабет, но и старую фотографию сепией Элизабет и Калеба, и сразу видит, что Калеб идентичен Скотту. Хотя она думает, что все это безумие, она со слезами на глазах разрывает помолвку со Скоттом и уходит. Затем Скотт снова посещает старый дом и обнаруживает, что Кларисса умерла, а дом теперь принадлежит Мэгги, её экономке. Мэгги дает ему старую деревянную шкатулку, говоря, что Кларисса хотела, чтобы она была у него. Скотт открывает её, чтобы найти стихи Лиззи, его письма к ней и потрепанное, но четкое цветное изображение Скотти, полностью шокировавшее Мэгги. В сцене на церковном кладбище в городе, где жила Лиззи, Скотт находит её могилу и надгробие, на котором внизу написано «Я никогда не забывала». На надгробии указана дата её рождения 23 марта 1834 года и дата смерти 7 августа 1901 года (67 лет). Элизабет, как выяснилось, никогда не была замужем. В этот момент к Скоту подбегает восторженно дружелюбный золотистый ретривер, которого привела гулять молодая женщина по имени Бет, оказавшаяся точным изображением Элизабет. Скот понимает то, что Элизабет тогда узнала в своём времени; что Скотт это реинкарнация Калеба, а Бет -- это реинкарнация Элизабет. Бет и Скотт немного беседуют, а затем Бет предлагает угостить его чашкой кофе, и они уходят вместе. В конце фильма в витрине магазина показана книга стихов Лиззи, которые всё же опубликовал Скотти.